# Vauxhall de Bruselas
El Vauxhall de Bruselas (en francés: Vauxhall de Bruxelles)  también conocida como la Waux-Hall, es un edificio histórico en el Parc de Bruxelles en la ciudad de Bruselas, la capital de Bélgica. Lleva el nombre de los jardines de recreo de Vauxhall en Londres, que sólo fue conocido por los habitantes de Bruselas en 1761, cuando un ballet titulado Le Phaxal fue puesto en el Théâtre de la Monnaie. Al principio fue un palacio, sala de conciertos y teatro. Desde 1818, es propiedad de la Ciudad de Bruselas. Ha sido utilizado por el club de artes y literatura Cercle Gaulois y sus predecesores como un lugar para reuniones, cenas, exposiciones y conciertos.